# Boopedon auriventris
Boopedon auriventris är en insektsart som beskrevs av Mcneill 1899. Boopedon auriventris ingår i släktet Boopedon och familjen gräshoppor. Inga underarter finns listade i Catalogue of Life.